# Cooper Car Company
Cooper Car Company je nekdanje moštvo Formule 1, ki sta ga leta 1947 ustanovila Charles Cooper in njegov sin John Cooper. V poznih 50-tih in zgodnjih 60-tih je moštvo sodelovalo v najvišjih razredih motošporta, Formuli 1, dirki Indianapolis 500 in reliju. Dvakrat je osvojilo tako naslov konstruktorskega kot tudi dirkaškega prvaka v sezonah 1959 in 1960. Oba dirkaška naslova za Cooper je osvojil Britanec Jack Brabham.
Njihov najuspešnejši dirkalnik Cooper 500 je zmagal kar na 64 od 78 pomembnejših dirk na katerih je nastopal med letoma 1951 in 1954. V sezoni 1959 sta postala moštvo Cooper in dirkač Brabham prva v zgodovini Formule 1, ki sta zmagala z dirkalnikom, ki je imel motor nameščen zadaj. V devetih letih je moštvo Cooper sodelovalo na 129 dirkah Formule 1 in zmagalo na šestnajstih.

## Pomembnejši dirkači
- Jack Brabham (1955, 1957-1961): 41 dirk
- Bruce McLaren (1959-1965): 63 dirk
- Stirling Moss (1953, 1958-1961): 17 dirk
- Maurice Trintignant (1958-1961): 27 dirk
- Jo Bonnier (1963-1964, 1966-1968): 35 dirk
- John Surtees (1961, 1966): 15 dirk
- Jochen Rindt (1965-1967): 30 dirk
- Pedro Rodriguez (1967): 9 dirk
- Roy Salvadori (1957-1961): 21 dirk
- Tony Maggs (1962-1963): 20 dirk
- Jo Siffert (1966-1968): 18 dirk
- Masten Gregory (1959-1961): 12 dirk
- Ian Burgess (1958-1962): 11 dirk
- Phil Hill (1960, 1964): 11 dirk
- Jack Lewis (1961-1962): 10 dirk
- Lucien Bianchi (1959-1960, 1968): 10 dirk

## Zmage
| Leto | Dirka                           | Dirkač              | Datum         |
| ---- | ------------------------------- | ------------------- | ------------- |
|      |                                 |                     |               |
| 1958 | Velika nagrada Argentine        | Stirling Moss       | 19. januar    |
|      | Velika nagrada Monaka           | Maurice Trintignant | 18. maj       |
| 1959 | Velika nagrada Monaka           | Jack Brabham        | 10. maj       |
|      | Velika nagrada Velike Britanije | Jack Brabham        | 18. julij     |
|      | Velika nagrada Portugalske      | Stirling Moss       | 13. avgust    |
|      | Velika nagrada Italije          | Stirling Moss       | 13. september |
|      | Velika nagrada ZDA              | Bruce McLaren       | 12. december  |
| 1960 | Velika nagrada Argentine        | Bruce McLaren       | 7. februar    |
|      | Velika nagrada Nizozemske       | Jack Brabham        | 6. junij      |
|      | Velika nagrada Belgije          | Jack Brabham        | 19. junij     |
|      | Velika nagrada Francije         | Jack Brabham        | 3. julij      |
|      | Velika nagrada Velike Britanije | Jack Brabham        | 16. julij     |
|      | Velika nagrada Portugalske      | Jack Brabham        | 14. avgust    |
| 1962 | Velika nagrada Monaka           | Bruce McLaren       | 3. junij      |
| 1966 | Velika nagrada Mehike           | John Surtees        | 23. oktober   |
| 1967 | Velika nagrada Južne Afrike     | Pedro Rodriguez     | 2. januar     |

| Športni dosežki     | Športni dosežki                          | Športni dosežki    |
| ------------------- | ---------------------------------------- | ------------------ |
| Predhodnik: Vanwall | Konstruktorski prvak Formule 1 1959-1960 | Naslednik: Ferrari |